# St. Nikolaus (Schüptitz)

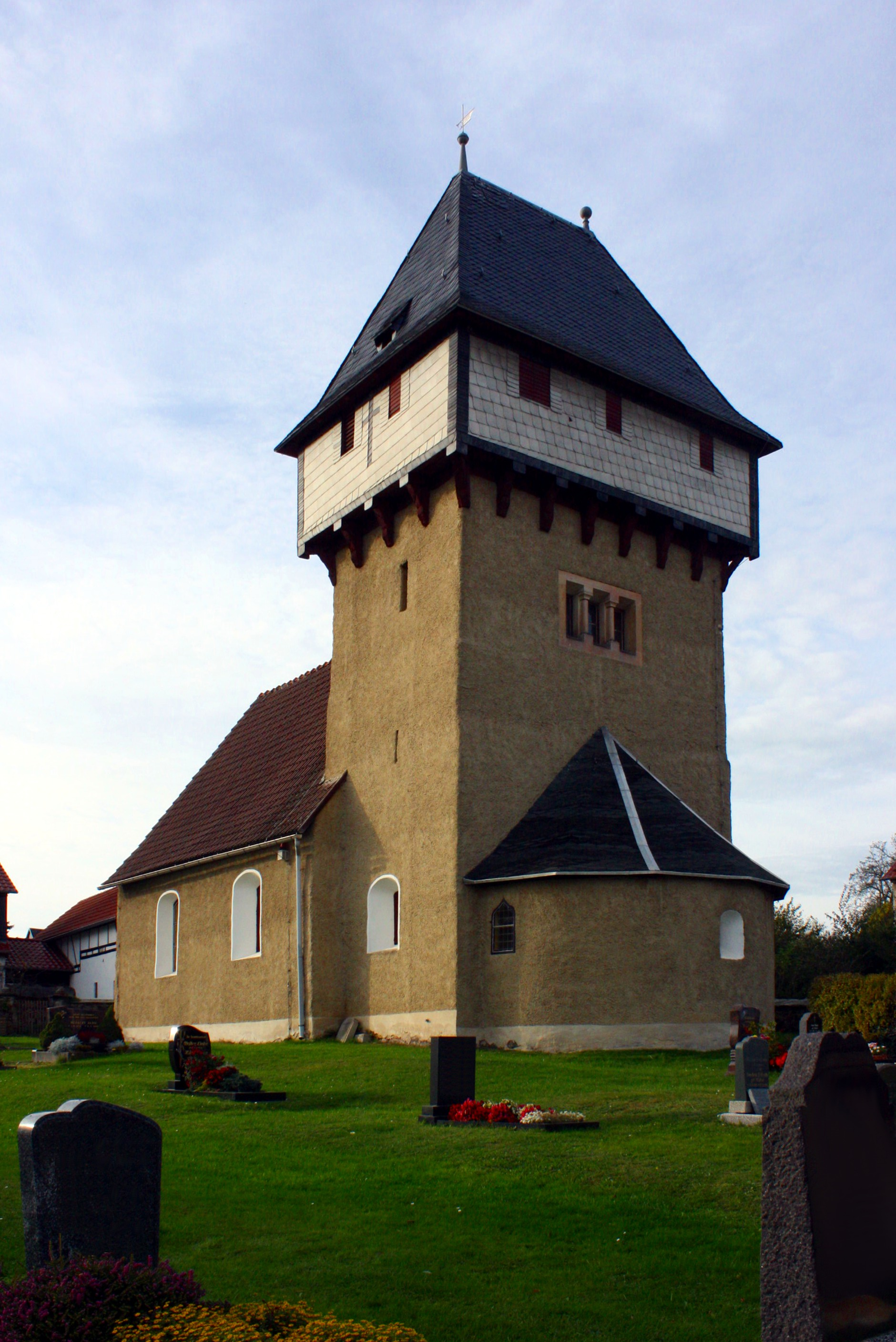
Kirche

St. Nikolaus ist eine Dorfkirche im Ortsteil Schüptitz der Stadt Weida im Landkreis Greiz in Thüringen. Sie gehört zur Kirchengemeinde Weida im Kirchenkreis Gera der Evangelischen Kirche in Mitteldeutschland.
Ihre Besonderheit ist der romanische Wehrturm.

## Geschichte
Der romanische Wehrturm und die Apsis weisen auf das 12. Jahrhundert hin und darauf, dass die Kirche zum Schutz der Bevölkerung eine Wehrkirche war.
Die Ausstattung geht aber mehr auf das 18. Jahrhundert zurück.
Die von einer Gemeinde aus dem Lobensteiner Gebiet gekaufte pneumatische Orgel wurde 1852 eingebaut. Sie ist wegen defekter Ventile nicht bespielbar.
Von den einst zwei Glocken des Kirchturms wurde eine im Ersten Weltkrieg eingeschmolzen, ebenso die 1921 an ihrer Stelle gegossene im Zweiten Weltkrieg. Ihre Inschrift lautet:
Karl Friedrich Ullrich in Apolda goß mich Dem Höchsten nur zu Dienst und Lob Als sich das Deutsche Volk erhob Anno 1848.